# Друганово
Друганово — деревня в Невельском районе Псковской области России. Входит в состав сельского поселения «Ивановская волость».
Расположена в 7 км к востоку от Невеля и 7 км к юго-востоку от волостного центра, деревни Иваново.

## Население
Численность населения деревни на конец 2000 года составляла 3 жителя.